# Belső indíttatás
A Belső indíttatás (eszperantó: Interna ideo) L. L. Zamenhof 1912-es szavaival élve azt jelenti: semleges nyelvi alapon eltávolítani a népek közötti falakat, és megtanítani az emberekkel, hogy felebarátjukban csak embert és testvért lássanak. Bizonyos értelemben a belső indíttatás egyet jelent az eszperantó filantróp céljával.

## Ellentmondás az eszperantóért végzett fizetett munka és a belső indíttatás között
Az eszperantóért végzett munkáért való fizetés dilemmáját néha a belső indíttatás indokolja. Úgy tűnik azonban, hogy ilyen értelmezésről nincs idézet Zamenhoftól. Mindenesetre azoknak a tanároknak és más eszperantó aktivistáknak, akik valamivel többet dolgoznak az eszperantóért, fizetni lehet az eszperantó elterjesztéséért.

## Az Enciklopedio de Esperanto enciklopédiából
Belső indíttatás: A nyelv önmagában csak nyelv, de akár nemzeti, akár nemzetközi, magában rejt bizonyos érzést, ötletet, sőt törekvést is. A nemzeti nyelvet a nemzete, az eszperantó hívei az eszperantót egyaránt szeretik, különösen azok, akik az eszperantót fontos tényezőnek tartják a háborúk eltávolításában társadalmunkból. Ahogy maga Zamenhof mondta kongresszusi beszédében 1906-ban: „Az eszperantóért való munka nem a gyakorlati hasznosság gondolatára ösztönöz bennünket, hanem csak a szent, nagy és fontos gondolatra, amelyet egy nemzetközi nyelv tartalmaz. Ez az ötlet - nagyon jól érezzük mindannyian - testvériség és igazság legyen minden nép között. Ez az eszme kísérte az eszperantót születésének első pillanatától a mai napig. Bátorította az eszperantó íróját, amikor még kisgyerek volt ...” Talán az eszperantisták többsége, az első évtizedekben, lelkesek voltak a hasonló érzelmekért és elképzelésekért, de sokan, köztük Beaufront és Bourlet, veszélyesnek tartották ezt az elképzelést, és azt követelték, hogy az eszperantót csak gyakorlati nyelvként terjesszék mindenféle ideológiai kiegészítés nélkül. A belső indíttatást még soha nem határozták meg egyértelműbben és pontosabban, de még a vallásban sem a dogmák a legfontosabbak, és maga a belső indíttatás is nagyon hasonlít a vallásra. Zamenhof azonban megpróbált az eszperantizmusnak szilárdabb ideológiai alapot adni, és ezzel született a kapcsolódó gondolat, a Homaranismo.

## Fordítás
- Ez a szócikk részben vagy egészben  az   Interna ideo című eszperantó Wikipédia-szócikk ezen változatának fordításán alapul.  Az eredeti cikk szerkesztőit annak laptörténete sorolja fel. Ez a jelzés csupán a megfogalmazás eredetét és a szerzői jogokat jelzi, nem szolgál a cikkben szereplő információk forrásmegjelöléseként.